# Gordon Milne
Gordon Milne, född 29 mars 1937, är en engelsk tidigare fotbollsspelare och sedermera fotbollstränare.
Gordon Milne spelade 14 landskamper för det engelska landslaget.